# カーボベルデ海軍艦艇一覧
カーボベルデ海軍艦艇一覧は、カーボベルデ共和国海軍が過去保有した、または現在保有する、または将来保有する予定の、未完成・計画中止を含めた歴代艦艇一覧である。

## 現有勢力（2014年現在）
- 国防予算：900万ドル
- 海軍人員：50名
- 艦船隻数：4隻

哨戒艇×4
- 航空機数：2機

陸上固定翼機×2